# Laguna Blanca (Bolivia)
La laguna Blanca è un lago salato e bacino endoreico della Bolivia, situato nella Provincia di Sud Lípez, Dipartimento di Potosí, nella parte meridionale del paese. Fa parte del gruppo di laghi salati chiamati Lagunas de colores.

## Etimologia
Il suo nome deriva dalla colorazione biancastra delle sue acque, dovuta all'elevato contenuto di sali minerali in sospensione.

## Caratteristiche
La laguna si trova ad una altitudine di 4350 m s.l.m. nell'Altiplano boliviano, in prossimità del vulcano Licancabur.
La laguna Blanca ha una lunghezza di 5,6 km e una larghezza di 3,5 km. La sua superficie complessiva è di 10,9 km² e sviluppo delle sue sponde litoranee è di 22 km.
Una sottile striscia di terra la separa dalla Laguna Verde. Entrambe si trovano all'interno della Riserva nazionale di fauna andina Eduardo Avaroa